# Kleine Aue (Rahden)
Die Kleine Aue, die in der Rahdener Ortschaft Preußisch Ströhen mündet, ist der obere der beiden Nebenflüsse dieses Namens der Großen Aue. Das nicht ganz 19 km lange Gewässer fließt in den Gemeindegebieten der Städte Espelkamp und Rahden im ostwestfälischen Kreis Minden-Lübbecke in Nordrhein-Westfalen.
Der kleine Fluss entspringt südlich der Ortslage der Espelkamper Ortschaft Frotheim und einen Kilometer nördlich des Mittellandkanals auf 52 m ü. NHN. Die Quelle liegt zwischen angedeuteten Hügeln eines flachen Höhenrückens, der die moorige Niederung der Großen Aue von derjenigen der Bastau trennt, die das Wiehen-Vorland in Richtung Minden entwässert.
Die Kleine Aue fließt zunächst in nordwestlicher, dann überwiegend in nördlicher Richtung. In Espelkamp bildet sie die östliche Begrenzung der städtischen Siedlungsfläche. In Rahden fließt sie knapp einen Kilometer östlich am Bahnhof vorbei. Elf Kilometer nach der Quelle erhält sie von rechts ihren größten Zufluss, die 7,29 km lange Braune Aue.
Nach 18,97 km Fließweg mündet die Kleine Aue am Ostrand des Ortskerns von Preußisch Ströhen in die Große Aue, fast 50 km vor deren Mündung in die Weser und nicht weit oberhalb der Mündung des Großen Dieckflusses.

## Informationsquellen
1. 1 2 3 4  NRW-Gewässerportal ELWAS

- Niedersächsische Umweltkarten mit DTK25 der Quelle